# Hurricane (singel Eden Golan)
Hurricane – singel izraelskiej piosenkarki Eden Golan, wydany 10 marca 2024 nakładem wytwórni Session 42.
Kompozycja reprezentowała Izrael w 68. Konkursie Piosenki Eurowizji (2024).

## Powstanie utworu, historia wydania i kontrowersje

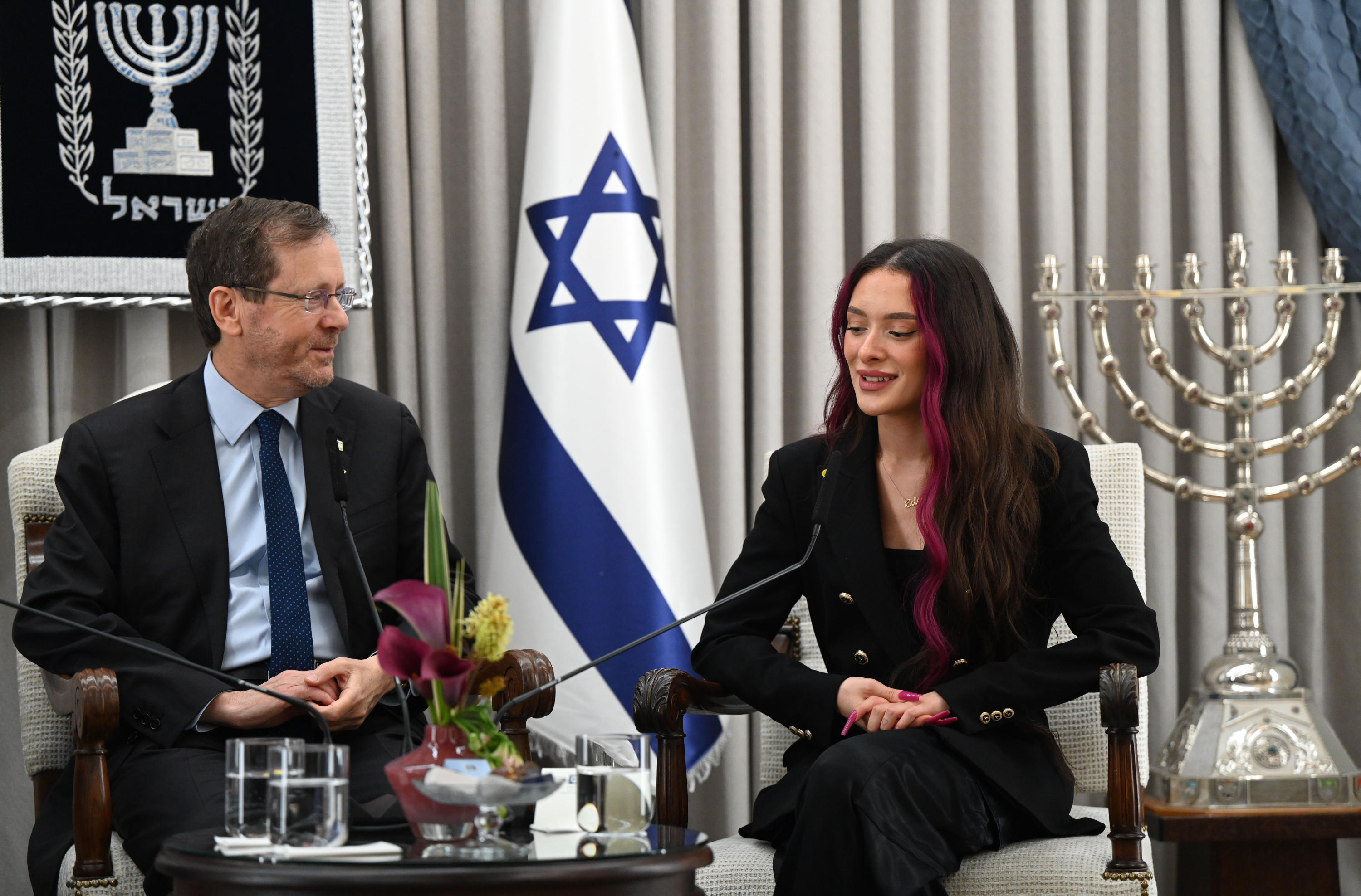
Eden Golan podczas spotkania z prezydentem Izraela Jicchakiem Herzogiem w kontekście jej udziału w Konkursie Piosenki Eurowizji

Utwór skomponowali i napisali Awi Ohajon, Keren Peles oraz Staw Berger. Piosenka oryginalnie powstała pod tytułem „October Rain” w celu wysłania jej zwycięzcy izraelskich preselekcji do 68. Konkursu Piosenki Eurowizji w Malmö Ha-Kochaw Ha-Ba, a jej ówczesny tekst rzekomo miał opowiadać o wydarzeniach z 7 października – dnia rozpoczęcia inwazji struktur Hamasu na kraj i jednocześnie wojny Izraela z Hamasem, co wzbudziło kontrowersje w mediach z powodu domniemanej polityzacji konkursu, co jest niezgodne z jego zasadami. Sama Golan w wywiadzie z The Times of Israel zgodziła się z opinią, że reprezentowanie kraju w czasie konfliktu nie będzie łatwe, lecz dodała też, że jest gotowa podjąć się tego wyzwania „ze względu na znaczenie [piosenki „October Rain”]... możemy w ciągu tych trzech minut przekazać wszystko, co czujemy i wszystko, przez co przechodzi ten kraj. Przemówić przez piosenkę do świata”.
W lutym 2024 dziennik Ynet doniósł, jakoby propozycja została odrzucona przez przedstawicieli Europejskiej Unii Nadawców (EBU) ze względu na polityczną treść, w odpowiedzi na co izraelski nadawca publiczny IPBC, odpowiedzialny za udział Izraela w konkursie, ogłosił, że gdyby został poproszony o zmianę treści utworu, nie zrobiłby tego i w zamian wycofałby się z konkursu. Następnie opublikowano słowa piosenki. Minister kultury i sportu Izraela, Miki Zohar, nazwał zamiar odrzucenia piosenki „skandalicznym” i wezwał EBU „aby w dalszym ciągu działała profesjonalnie i neutralnie oraz nie pozwalała, aby polityka wpływała na sztukę”, a prezydent Izraela, Jicchak Herzog, podkreślił znaczenie udziału kraju w Eurowizji i chęć rozwiązania konfliktu między EBU a Izraelem.
Pod koniec miesiąca Ynet ponownie doniósł, jakoby propozycja kraju miała zostać odrzucona przez EBU z powodu zawarcia w niej politycznego przesłania – tym razem to utwór „Dance Forever” autorstwa samej Golan. Telewizja IPBC potwierdziła obydwa donosy 3 marca, ujawniając również, iż po dyskusjach przystali oni na zmianę tekstu obydwu odrzuconych utworów w celu wybrania potem lepszego z nich. Niedługo później potwierdzono, iż nadawca wybrał propozycję „Hurricane” – wersję „October Rain” ze zmienionym tekstem. Piosenka została zatwierdzona przez EBU 7 marca, co zapewniło udział Izraela w konkursie. Według dziennikarza Erana Swissy z Israel Hayom, „Hurricane” szczegółowo opisuje historię „młodej kobiety wychodzącej z osobistego kryzysu”. Hannah Brown w analizie dla The Jerusalem Post napisała, że piosenka „o stracie i odkupieniu”, później stwierdzając, że „Hurricane” zachowuje to samo przesłanie co „October Rain”, lecz przy użyciu „bardziej poetyckich, mniej szczegółowych terminów”. Anonimowy członek zespołu odpowiedzialnego za stworzenie utworu przekazał dziennikowi The Times: staraliśmy się, co w naszej mocy, aby stworzyć neutralną piosenkę. Odczuwamy presję ze strony [izraelskiej] opinii publicznej, aby napisać coś, co mówi „prawdę”. Ale świat i EBU nie chcą, żebyśmy zabierali głos.
Na niedługo przed oficjalnym wydaniem utworu 10 marca, wyciekł on na platformie Twitter.

## Teledysk
10 marca 2024 na kanale Eurovision Song Contest w serwisie YouTube oraz równocześnie podczas programu HaSzir Szejlanu Erowizjon nadawanego na żywo na kanale Kan 11, odbyła się premiera oficjalnego teledysku do piosenki, za którego reżyserię odpowiada Ofir Peretz. Wcześniej wspomniana Brown zauważyła podczas analizy teledysku nawiązania do masakry na festiwalu muzycznym w Re’im. Stylizacje osób występujących w teledysku stworzył Itay Bezaleli.

## Konkurs Piosenki Eurowizji

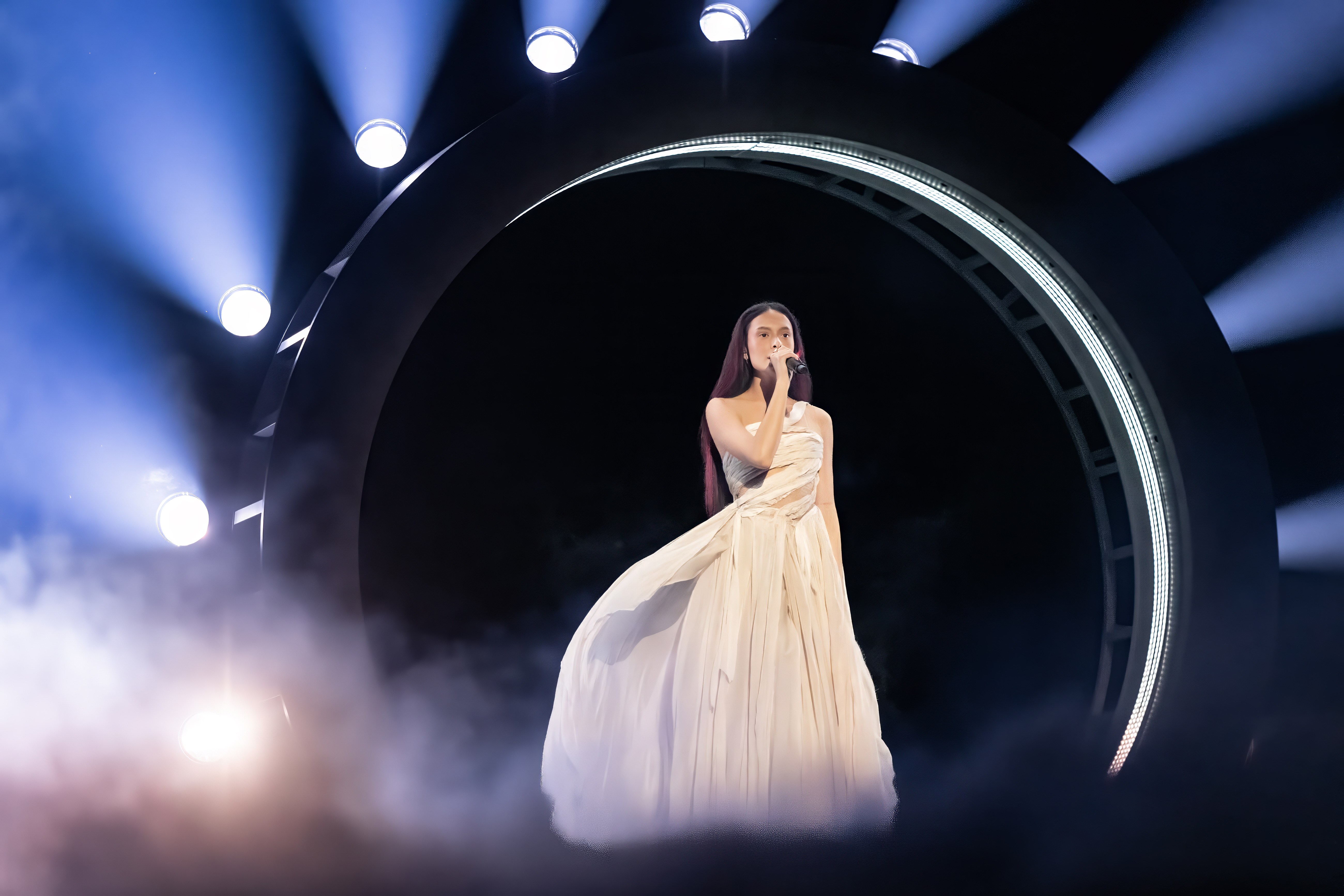
Eden Golan w trakcie swojego występu podczas próby kostiumowej finału 68. Konkursu Piosenki Eurowizji (2024)

Podczas prób drugiego półfinału, odbywających się 8 i 9 maja, Eden Golan została wybuczana przez publiczność, na co telewizja KAN odpowiedziała: „nie uciszyli jej i nie uciszą nas”. Podczas samego występu półfinałowego, artystka została ponownie została wybuczana, co zostało zagłuszone w przekazie telewizyjnym nagranymi wcześniej oklaskami. Przed konkursem piosenka nie była typowana przez bukmacherów jako jeden z głównych faworytów do zwycięstwa, lecz po kwalifikacji do finału wspięła się ona na 2. miejsce w ich rankingu. 
Piosenka została zaprezentowana podczas drugiego półfinału i awansowała do finału. Podczas finału utwór został zaprezentowany jako 6 z kolei, otrzymał 52 punkty od jury i 323 punkty od widzów i ostatecznie z liczbą 375 punktów znalazł się na 5. miejscu. Za scenografię występu Golan odpowiadali Joaw Cafir i Awichai Hacham. 

## Pozycje na listach
| Kraj   | Notowanie (2024) | Najwyższa pozycja |
| ------ | ---------------- | ----------------- |
| Izrael | Media Forest     | 1                 |

## Lista utworów
| Digital download / media strumieniowe | Digital download / media strumieniowe | Digital download / media strumieniowe |
| Nr                                    | Tytuł utworu                          | Długość                               |
| ------------------------------------- | ------------------------------------- | ------------------------------------- |
| 1.                                    | „Hurricane”                           | 2:58                                  |